# Hoofdklasse hockey heren 1974/75
Het seizoen 1974/75 is de 2de editie van de herenhoofdklasse waarin onder de KNHB-vlag om het landskampioenschap hockey werd gestreden. 
In het voorgaande seizoen degradeerden Venlo en GCHC, hiervoor in de plaats zijn Tilburg en Klein Zwitserland gekomen.
De heren van Amsterdam werden landskampioen met één punt voor het gepromoveerde Klein Zwitserland. EMHC en Gron.Studs degradeerden rechtstreeks.

## Eindstand
Na 22 speelronden was de eindstand:
| #  | Club              | GS | W  | G  | V  | P  | DV      | DT      | DS  |
| -- | ----------------- | -- | -- | -- | -- | -- | ------- | ------- | --- |
| 1  | Amsterdam         | 22 | 14 | 7  | 1  | 35 | 42 - 14 | 42 - 14 | +28 |
| 2  | Klein Zwitserland | 22 | 14 | 6  | 2  | 34 | 38 - 16 | 38 - 16 | +22 |
| 3  | Kampong           | 22 | 15 | 3  | 4  | 33 | 48 - 18 | 48 - 18 | +30 |
| 4  | Hattem            | 22 | 10 | 8  | 4  | 28 | 34 - 27 | 34 - 27 | +7  |
| 5  | HGC               | 22 | 8  | 8  | 6  | 24 | 31 - 26 | 31 - 26 | +5  |
| 6  | MEP               | 22 | 6  | 8  | 8  | 20 | 32 - 33 | 32 - 33 | -1  |
| 7  | Schaerweijde      | 22 | 7  | 6  | 9  | 20 | 21 - 34 | 21 - 34 | -13 |
| 8  | Tilburg           | 22 | 9  | 1  | 12 | 19 | 27 - 34 | 27 - 34 | -7  |
| 9  | Nijmegen          | 22 | 3  | 10 | 9  | 16 | 15 - 25 | 15 - 25 | -10 |
| 10 | HTCC              | 22 | 4  | 6  | 12 | 14 | 15 - 36 | 15 - 36 | -21 |
| 11 | EMHC              | 22 | 1  | 9  | 12 | 11 | 14 - 34 | 14 - 34 | -20 |
| 12 | Gron.Studs        | 22 | 2  | 6  | 14 | 10 | 20 - 40 | 20 - 40 | -20 |

### Legenda
| Afk.      | Betekenis                                                     |
| --------- | ------------------------------------------------------------- |
| GS        | aantal gespeelde wedstrijden                                  |
| W         | aantal gewonnen wedstrijden                                   |
| G         | aantal gelijk gespeelde wedstrijden                           |
| V         | aantal verloren wedstrijden                                   |
| P         | totaal aantal punten                                          |
| DV        | aantal gemaakte doelpunten                                    |
| DT        | aantal doelpunten tegen                                       |
| DS        | doelsaldo                                                     |
| Amsterdam | Landskampioen Amsterdam plaatst zich voor de Europacup I 1976 |
| EMHC      | EMHC en Gron.Studs zijn rechtstreeks gedegradeerd             |

Nederlands landskampioenschap:

1897/98 ·
1898/99 ·
1899/00 ·
1900/01 ·
1901/02 ·
1902/03 ·
1903/04 ·
1904/05 ·
1905/06 ·
1906/07 ·
1907/08 ·
1908/09 ·
1909/10 ·
1910/11 ·
1911/12 ·
1912/13 ·
1913/14 ·
1914/15 ·
1915/16 ·
1916/17 ·
1917/18 ·
1918/19 ·
1919/20 ·
1920/21 ·
1921/22 ·
1922/23 ·
1923/24 ·
1924/25 ·
1925/26 ·
1926/27 ·
1927/28 ·
1928/29 ·
1929/30 ·
1930/31 ·
1931/32 ·
1932/33 ·
1933/34 ·
1934/35 ·
1935/36 ·
1936/37 ·
1937/38 ·
1938/39 ·
1939/40 ·
1940/41 ·
1941/42 ·
1942/43 ·
1943/44 ·
1944/45 ·
1945/46 ·
1946/47 ·
1947/48 ·
1948/49 ·
1949/50 ·
1950/51 ·
1951/52 ·
1952/53 ·
1953/54 ·
1954/55 ·
1955/56 ·
1956/57 ·
1957/58 ·
1958/59 ·
1959/60 ·
1960/61 ·
1961/62 ·
1962/63 ·
1963/64 ·
1964/65 ·
1965/66 ·
1966/67 ·
1967/68 ·
1968/69 ·
1969/70 ·
1970/71 ·
1971/72 ·
1972/73
Hoofdklasse heren:

1973/74 · 
1974/75 · 
1975/76 · 
1976/77 · 
1977/78 · 
1978/79 · 
1979/80 · 
1980/81 · 
1981/82 · 
1982/83 · 
1983/84 · 
1984/85 · 
1985/86 · 
1986/87 · 
1987/88 · 
1988/89 · 
1989/90 · 
1990/91 · 
1991/92 · 
1992/93 · 
1993/94 · 
1994/95 · 
1995/96 · 
1996/97 · 
1997/98 · 
1998/99 · 
1999/00 · 
2000/01 · 
2001/02 · 
2002/03 · 
2003/04 · 
2004/05 · 
2005/06 · 
2006/07 · 
2007/08 · 
2008/09 · 
2009/10 · 
2010/11 · 
2011/12 · 
2012/13 ·
2013/14 ·
2014/15 ·
2015/16 ·
2016/17 ·
2017/18 ·
2018/19 ·
2019/20 ·
2020/21 ·
2021/22 ·
2022/23 ·
2023/24 ·
2024/25 ·
Nederlandse competities: Hoofdklasse (zaal) · Promotieklasse · Overgangsklasse · Eerste klasse · Tweede klasse · Derde klasse · Vierde klasse · Gold Cup · Silver Cup

Nederlands kampioenschap: Lijst van Nederlandse landskampioenen hockey · Lijst van Nederlandse landskampioenen zaalhockey

Europese competities: Euro Hockey League · Europacup I · Europa Cup II · Europacup zaalhockey